# Dikraneura latacephala
Dikraneura latacephala är en insektsart som beskrevs av Beamer 1943. Dikraneura latacephala ingår i släktet Dikraneura och familjen dvärgstritar. Inga underarter finns listade i Catalogue of Life.